# Rabovce
Ruboc en albanais et Rabovce en serbe latin (en serbe cyrillique : Рабовце) est une localité du Kosovo située dans la commune/municipalité de Lipjan/Lipljan, district de Pristina (Kosovo) ou district de Kosovo (Serbie). Selon le recensement kosovar de 2011, elle compte 723 habitants.

## Histoire
Sur le territoire du village se trouve le site d'Ograđe, dont les vestiges remontent correspondant peut-être à l'ancienne Statio Herculana romaine ; les vestiges mis au jour remontent au Néolithique, à l'Antiquité tardive et au Moyen Âge ; mentionné par l'Académie serbe des sciences et des arts, il est inscrit sur la liste des monuments culturels du Kosovo.

## Démographie

### Évolution historique de la population dans la localité
| 1948 | 1953 | 1961 | 1971 | 1981 | 1991 | 2011 |
| ---- | ---- | ---- | ---- | ---- | ---- | ---- |
| 534  | 606  | 680  | 777  | 853  | 876  | 723  |

|  |

### Répartition de la population par nationalités (2011)
En 2011, les Albanais représentaient 95,02 % de la population.